# Stimmungsbericht (Nationalsozialismus)
Im Nationalsozialismus wurde die Stimmung im Volk in Stimmungsberichten erfasst. Diese Berichte wurden von Verwaltungs- und Justizbehörden, Polizei, Gestapo und dem Sicherheitsdienst (SD), sowie von Seiten der NSDAP und ihren Gliederungen verfasst. Sie beruhten meist auf Gesprächen und Beobachtungen an öffentlichen Orten wie Cafés und Kneipen oder Kraft-durch-Freude-Reisen und -Einrichtungen. Sie erfassten die Kritik an Entscheidungen und Plänen des Regimes ebenso wie Reaktionen auf seine Maßnahmen gegen Regimegegner und interne Machtkämpfe. So auch Unzufriedenheit mit der wirtschaftlichen Lage und Meinungen nach dem Röhm-Putsch und der Ermordung von Erich Klausener und Adalbert Probst.

## Stimmungsberichte über Juden
Die Nationalsozialisten verfassten zahlreiche Stimmungsberichte über die verschiedenen Strömungen innerhalb des deutschen Judentums und über Juden im In- und Ausland.
Otto Dov Kulka und Eberhard Jäckel trugen in Zusammenarbeit mit dem Bundesarchiv 752 Dokumente zusammen und konnten so die Stimmungsberichte der Nationalsozialisten, die sich mit Juden und dem Judentum befassten für den Zeitraum 1933 bis 1945 nachzeichnen.
Kulka und Jäckel konnten zeigen, dass Wehrmachtangehörige und Schutzpolizisten in osteuropäischen Ländern mit der Judenvernichtung konfrontiert waren und mindestens im Jahr 1941 Stimmungsberichte die Vernichtung von Juden erwähnten. Hierbei hieß es beispielsweise 11. August 1941 in einem Stimmungsbericht, dass in Riga tausende jüdische Männer „liquidiert“ worden seien. Jüdische Frauen seien jedoch bisher nicht getötet worden waren, sollten aber „später durch Vergasung beseitigt“ werden. Die Stimmungsberichte widerlegen damit den Mythos der „Sauberen Wehrmacht“.